# Langsua
Langsua est un massif de montagne de Norvège situé dans le Sud des Alpes scandinaves, à l'est de Jotunheimen. Il est délimité par la vallée de Sjodalen à l'est, Valdres au sud et Gausdal au nord. Le massif culmine à Heimdalshøe (1 843 m) d'altitude, à la frontière de Jotunheimen, puis l'altitude décroit progressivement en allant vers le sud-est, les dernières montagnes au-dessus de la limite des arbres étant celles de Synnfjell. De manière générale, Langsua est dominé par des montagnes de moyenne altitude aux formes arrondies, dominant des vastes sections boisées et riches en zones humides. Le parc national de Langsua couvre le cœur du massif.
Le massif est parfois appelé Gausdal Vestfjell (littéralement la montagne à l'ouest de Gausdal), et en 2005, il fut aussi baptisé Huldreheimen, mais le nom fut abandonné en 2015, et Langsua est redevenu le nom officiel.